# Tanumskusten V

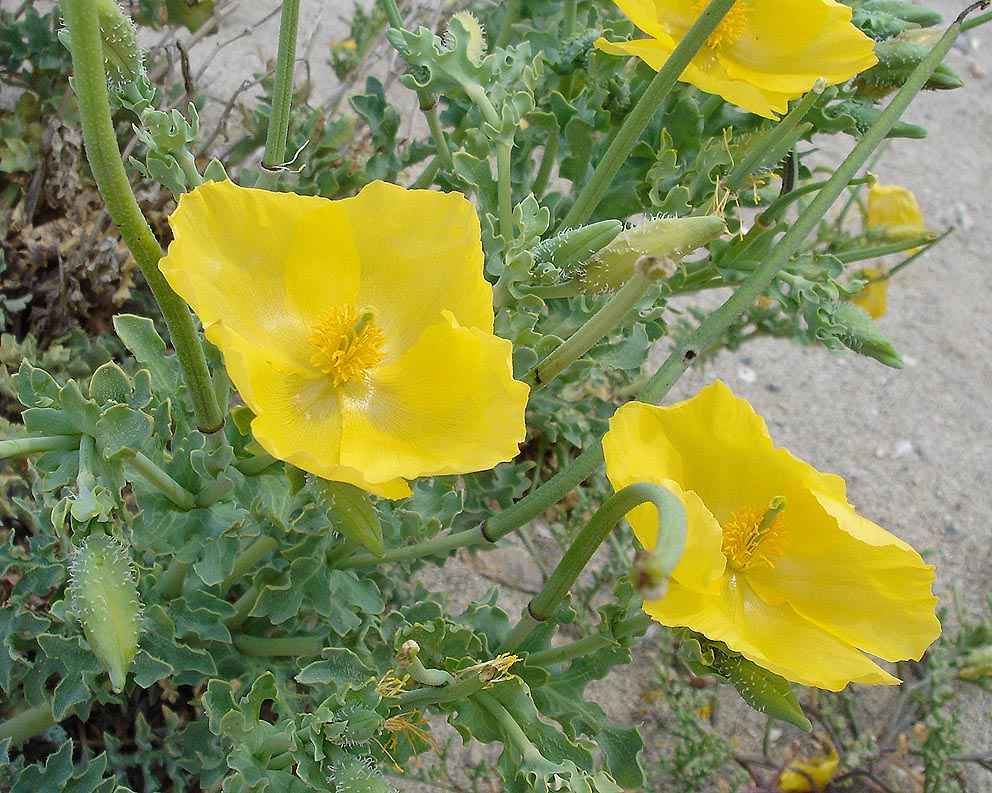
Strandvallmo

Tanumskusten V är en del av Tanumskustens naturvårdsområde i Tanums socken i Tanums kommun i Bohuslän.
Området är skyddat sedan 1995 och omfattar 4 614 hektar. Det är beläget sydväst om Grebbestad och består av ett större havsområde med öar, klippor och skär samt omgivande kustnära områden. Det omsluter Otteröns naturreservat.
Naturreservatet omfattar i norr öarna Pinnö, Krossholmen och Stora Mansholmen. I söder ingår öarna Dannholmen, Lökholmen och Porsholmen. I övrigt präglas området av en nästan kal yttre skärgård med mindre öar med klippstränder. På vissa av öarna finns strandängar.
Vattenmiljön är skiftande med dels inskurna grunda vikar och dels en yttre skärgård med större vattendjup. Den rika näringstillgången gör denna skärgårds vatten till viktiga rekryteringsområden för fisk som fångas längs kusten.
Under sommarhalvåret utgör de grunda vattenområdena en viktig miljö för stora skaror av rastande vadar- och sjöfåglar. Detta gäller även för där häckande fåglar. 
Området ingår i EU:s ekologiska nätverk av skyddade områden, Natura 2000. Det förvaltas av Västkuststiftelsen.